# Vrbe (Jama)
Vrbe je slika slovenskega slikarja Matije Jame, ki je nastala leta 1908 in je danes na ogled v Narodni galeriji v Ljubljani. Slika je olje na platnu in je velika 67,5 x 89 cm.